# Forstjärnberget
Forstjärnberget är ett naturreservat i Piteå kommun i Norrbottens län.
Området är naturskyddat sedan 2002 och är 0,8 kvadratkilometer stort. Reservatet omfattar norra delen av berget med detta namn och södra delen av Mittiberget samt mindre våtmarker i väster. Reservatet består av äldre granskog, tallskog på höjderna och sumpskog vid våtmarken.